# Testamento Hilburuko
El Testamento Hilburuko, o en peligro de muerte, es aquel que, ante el riesgo de fallecimiento inminente, puede otorgarse obviando el requisito necesario de la intervención de un Notario para testar. Esta figura propia de la tradición jurídica vasca, tiene su equivalente en el Testamento ante Párroco y ante testigos (leyes 189 y 190) del Derecho Foral Navarro, y en el Testamento abierto en peligro de muerte del Código Civil (art. 700).

## Antecedentes históricos
El testamento hilburuko, o hil-buruko, ya se recogía en el título 127 del Fuero Viejo de Vizcaya de 1452, “De los testigos de los testamentos”, y se mantuvo en el posterior Fuero Nuevo de 1526, en su ley IV, título XXI, que regulaba el testamento hecho “sin escrivano”.

Otrosí, [por] esta tierra de Vizcaya ser montañosa e los vezinos e moradores de ella moran en logares apartados e lejos los vnos de los otros (fol.63 v) non pueden auer en los tales logares de montannas quando quieren fazer sus testamentos al tiempo de sus finamientos, tantos testigos quantos querían, ni escriuano por ante quien lo puedan fazer, or lo qual aquellos por los quales testadores les es mandado alguna cosa non pueden probar por carta ni por çinco testigos el tal testamento; e por que en ello non ouiese duda, ni perdiesen aquellos a quien por el tal testamento e mandas algo es mand[ad]o, dixieron que hordenauan que qualquiera ome o muger que en los tales logares de montanna fiziese su testamento e mandas por ante dos omes buenos e una muger, que sean de buena fama, al de menos que sean presentes por testigos rogados por el tal testador, e por estos testigos se/yendo fecho juramento en alguna yglesia donde el alcalde mandare, e declarando por ellos, so el dicho juramento, que al tiempo que el dicho finado fizo u testamento e mandas que ellos estauan presentes, e declaren lo que hordenó e mandó, que lo que así los tales tres testigos declararen vala e sea auido por testamento.[...]
Título 127. De los testigos de los testamentos.

Otrosí, dixeron: Que havian de Fuero, y establecían por Ley, que por quanto Vizcaya es tierra montaiio a, y los Vecinos, é Moradores de ella moran desviados unos de otros; y al tiempo que alguno tiene necesidad de hacer Testamento, no puede haver copia de Escrivano público, ni de testigos, tantos, quantos requiere el Derecho: Por ende, dixeron: Que ordenaban, y ordenaron, que qualquier Home, ó Muger que en los tales Lugares de montaña hiciere su Testamento, y postrimera voluntad, en presencia de dos Homes buenos, Varones, y una Muger, que sean de buena fama, rogados, y llamados para ello, valga el Testamento, y postrimera voluntad: Con que lo tales Testigos se tomen ante Juez Ordinario, y con citacion de parte (es á saber) de los venientes abintestato mas profincos del dia que muriere el Testador, dentro de sesenta días, siendo el heredero, y los Testigos en la Tierra; ó siendo fuera el tal heredero dentro del mesmo termino: El qual le corra, despues que viniere á la tierra. [...]
Ley IV. Del Testamento, que se hace sin Escrivano.

Lo que hace especiales a estos preceptos, no es el hecho de poder otorgar testamento ante testigos, y sin necesidad de "escrivano", dado que esta figura ya se encontraba presente en el Derecho castellano de aplicación a la Tierra Llana vizcaína (ley I, título XIX del Ordenamiento de Alcalá de 1348), sino que a diferencia de este, se da cobertura legal a la mujer como testigo testamentario.
Durante la vigencia de la Ley 32/1959, de 30 de julio, sobre Compilación de Derecho Civil Foral de Vizcaya y Álava, se recogió en el Tít. 3º, Cap. 2º “Del testamento Il-burako”, y se mantuvo la regulación precedente, requiriendo tres testigos, sin realizar una mención expresa al sexo de estos como hasta entonces, pero incluyendo como requisito necesario para su validez, que el testador se "hallare en peligro de muerte".
Con la Ley 3/1992, de 1 de julio, del Derecho Civil Foral del País Vasco (art. 31), se determinó que el peligro de muerte debía ser “inminente”, circunstancia que se ha mantenido en el art. 23 de la Ley 5/2015, de 25 de junio, de Derecho Civil Vasco.

## Ámbito de Aplicación
Podrán hacer uso del Testamento Hilburuko, en caso de necesidad, aquellas personas que ostenten la vecindad civil vasca, conforme a la Ley 5/2015, de 25 de junio, de Derecho Civil Vasco.

## Forma
Quien por enfermedad grave, u otra causa, se halle en peligro inminente de muerte, podrá otorgar testamento por escrito ante tres testigos idóneos, sin intervención de Notario y sin tener que justificar el porqué de su ausencia.
Cuando la urgencia lo requiera, podrá otorgarse testamento de manera oral, pero una vez declarada su última voluntad, deberá pasarse a escrito lo antes posible.

## Adveración y Eficacia
El testamento hilburuko una vez otorgado, deberá ser presentado ante un Notario para su adveración y elevación a escritura pública:
- En el plazo de dos meses, para el caso de que el testador haya salido de peligro de muerte.
- En el plazo de tres meses, para el caso de fallecimiento del testador.
- En el plazo de tres meses, para el caso de que aún habiendo salido del peligro de muerte, quede incapacitado, contados desde el momento en que salió de peligro.

Vencidos los plazos señalados, el testamento así otorgado devendrá ineficaz.